# Benno Franz Theodor Martin
Benno Franz Theodor Martin (12 de febrero de 1893, Kaiserslautern – 2 de julio de 1975, Múnich) fue un jurista y alto funcionario de las SS y de la Gestapo bajo el régimen nazi. En 1942 fue nombrado Höherer SS- und Polizeiführer del área de Núremberg y comandante de las Waffen‑SS y la Policía en dicha región. Se retiró con el rango de SS‑Obergruppenführer.

## Formación y carrera temprana
Nació en 1893 en Kaiserslautern. Sirvió como voluntario en el Ejército Imperial Alemán durante la Primera Guerra Mundial y recibió la Cruz de Hierro de 1.ª y 2.ª clase. Tras la guerra, se unió a los Freikorps y estudió Derecho en la Universidad de Erlangen, donde obtuvo el doctorado en 1923.
Ese mismo año ingresó en la policía de Baviera, en la unidad de Núremberg–Fürth. Se integró en organismos policiales republicanos y ascendió progresivamente en la jerarquía durante la República de Weimar.

## Ascenso bajo el nazismo
Se afilió al NSDAP el 1 de mayo de 1933 (nº 2 714 474) y a las SS en abril de 1934 (nº 187 117). En marzo de 1933 fue nombrado comisario interino y en septiembre de 1933 jefe efectivo de policía en Núremberg–Fürth; en octubre de 1934 ocupó oficialmente el puesto.
En noviembre de 1937 asumió la dirección de la sede de la Gestapo en Núremberg. Fue promovido a SS‑Gruppenführer y Generalleutnant de Policía en 1942, y finalmente en julio de 1944 recibió los rangos de SS‑Obergruppenführer y General de Waffen‑SS y Policía.

## Responsabilidades y crímenes
Como líder de la Gestapo y la policía regional, implementó las políticas de persecución nazi en Franconia, incluyendo torturas, trabajos forzados en campos de la Gestapo y la deportación de judíos.
Dirigió directamente la primera deportación de judíos fránquicos desde Núremberg en noviembre de 1941. Supervisó campos de detención en Russenwiese (Núremberg) y Langenzenn donde se practicaban tortura y trabajo forzado.

## Final de la guerra y posguerra
En abril de 1945 huyó de Núremberg justo antes de la batalla. Fue detenido por los Aliados y estuvo preso hasta 1949. Juzgado en Núremberg-Fürth por complicidad en crímenes de guerra y deportación de judíos, fue absuelto por falta de pruebas directas de su participación activa.

## Etapa final y muerte
Se estableció en Múnich en libertad condicional tras su absolución, donde vivió hasta su muerte en 1975 sin haber sido responsabilizado plenamente por las víctimas bajo su mando.